# Saint-Louis (Riunione)
Saint-Louis è un comune francese di 51 460 abitanti situato nel dipartimento d'oltre mare di Réunion.

## Sport

### Calcio
A Saint Louis sorge lo Stadio Théophile Hoarau, che ospita le partite interne del Saint-Louisienne.